# Comamonas kerstersii
Comamonas kerstersii es una bacteria gramnegativa del género Comamonas. Fue descrita en el año 2003. Su etimología hace referencia al microbiólogo belga Karel Kersters. Es aerobia y móvil por múltiples flagelos polares. Temperatura óptima de crecimiento entre 35-40 °C. Catalasa y oxidasa positivas. Es sensible a colistina. Anteriormente formaba parte de Comamonas terrigena como un genotipo.
Se han descrito casos de infecciones en humanos por C. kerstersii, incluyendo infecciones intraabdominales, bacteriemia, peritonitis e infección del tracto urinario. También se ha aislado en heces.
Por otro lado, se ha descrito un caso de infección urinaria en una cabra.